# Iribbin, Khirbat
Khirbat Iribbin (ar: خربة عربي) är en avfolkad palestinsk by 23 kilometer nordöst om staden Acre, Israel. Byn rensades på sin palestinska befolkning (360 invånare) av israelisk militär 1948. Därefter ligger kibbutzen Adamit och moshaven Goren på byns jordbruksmark som uppgick till 2000 dunam.